# Mår (sø)
Mår (eller Mårvatn) er en sø i kommunerne Tinn i Vestfold og Telemark og Nore og Uvdal i Buskerud fylke. Søen ligger på den sydøstlige del af Hardangervidda, og er reguleret som magasin for Mår kraftverk ved Rjukan. Den har sit naturlige afløb gennem Kalhovdfjorden og elven Mår ned til Tinnsjø, og er dermed en del av Skiensvassdraget.